# Coracoralina

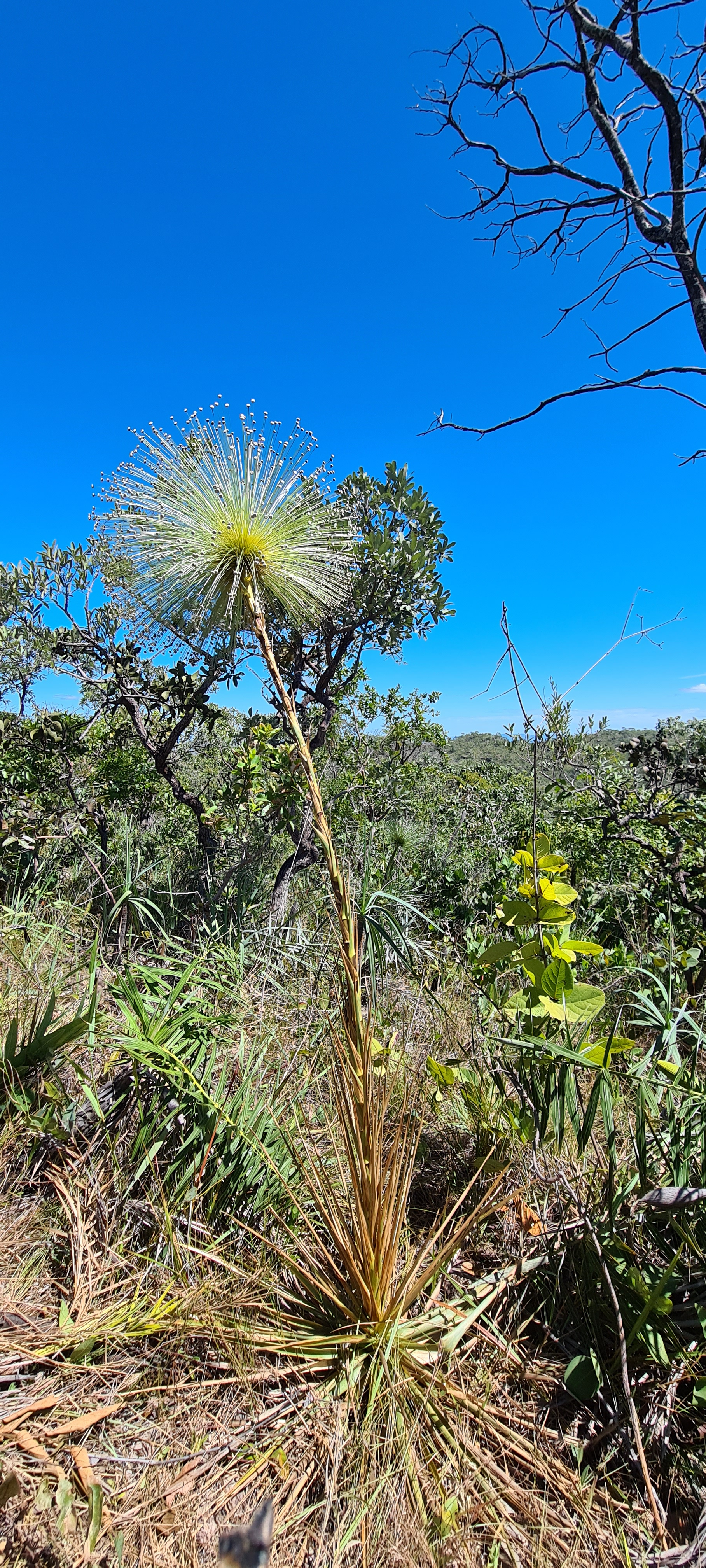
Coracoralina chiquitensis

Coracoralina é um género botânico pertencente à família Eriocaulaceae.
Coracoralina difere dos demais gêneros de Paepalanthoideae por seu eixo reprodutivo emergindo do centro da roseta (inflorescência de terceira ordem em posição central), portando inflorescência umbelada terminal, com flores dímeras, flor pistilada com sépalas dolabriformes, ramos estigmáticos livres, estaminódios completamente reduzidos e flor estaminada com antóforo alongado, além de frutos indeiscentes com duas sementes.
Coracoralina chiquitensis uma das espécies do gênero com maior distribuição pelo Brasil.
1. ↑  Andrino, Caroline Oliveira; Costa, Fabiane Nepomuceno; Simon, Marcelo Fragomeni; Missagia, Rafaela Velloso; Sano, Paulo Takeo (junho de 2023). «Eriocaulaceae: A new classification system based on morphological evolution and molecular evidence». TAXON (em inglês) (3): 515–549. ISSN 0040-0262. doi:10.1002/tax.12915. Consultado em 18 de março de 2024